# Одеон у Пелі
Одеон у Пелі — одна з небагатьох збережених споруд еліністичного міста Пела, яке розташовувалось на східній межі долини Йордану.

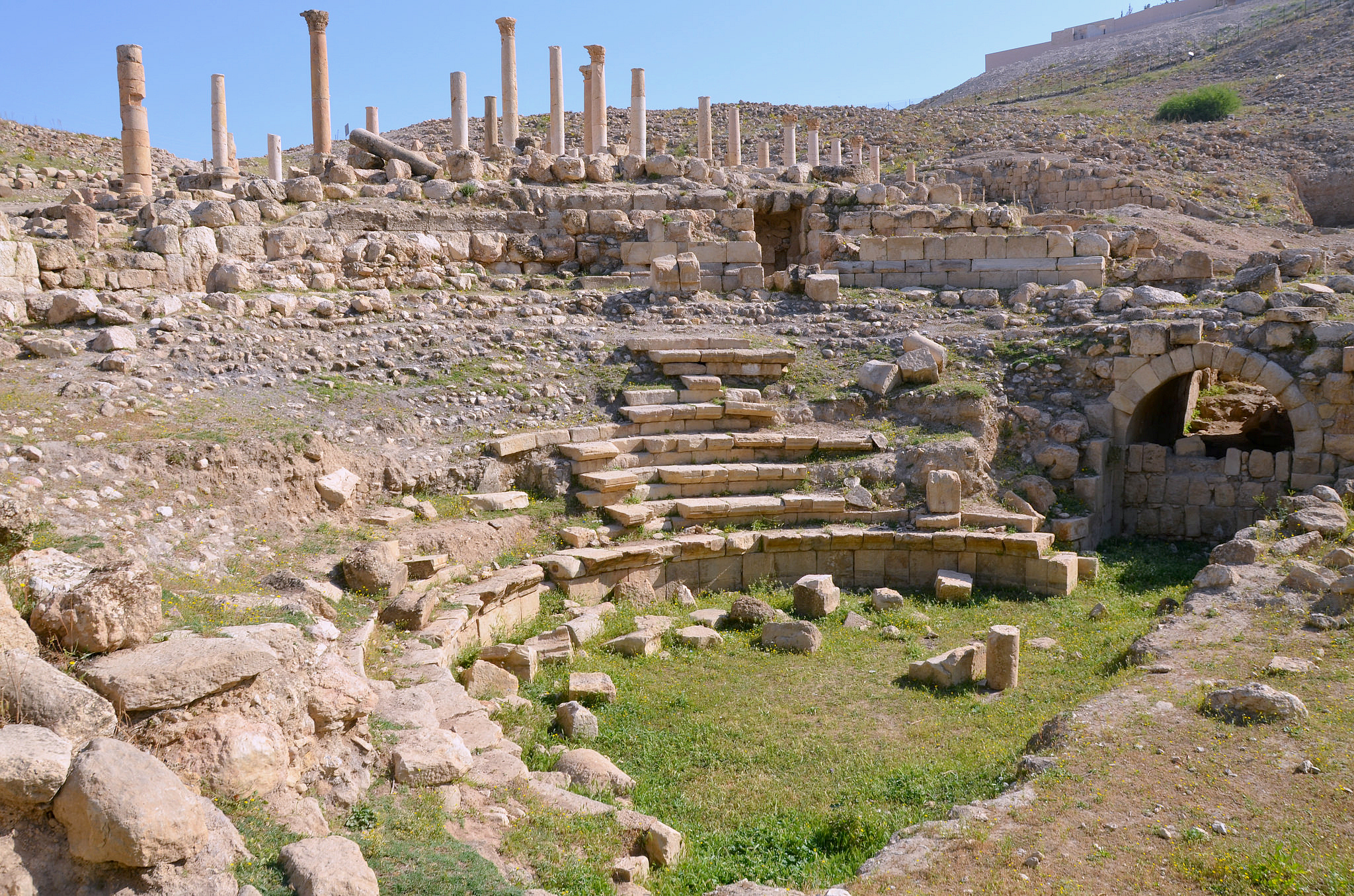
Одеон Пели. На задньому планів видно колони центральної базиліки міста

Одеон спорудили, імовірно, у 80-х роках нашої ери,одночасно з відродженням міста, зруйнованого за півтора століття до того юдейським царем Александром Яннаєм. Одеон розташовувався у центрі Пели, одразу на південь від великого храму Серапіса, на місці якого згодом спорудили християнську базиліку. При цьому археологи вважають, що сам одеон зберігся лише завдяки інкорпорації його структури в базилікальний комплекс (на їхню думку, найбільше будівель римського періоду в Пелі було втрачено саме внаслідок масштабної перебудови міста у ранньовізантійські часи).
Напівкруглий зал одеона з кількома рядами кам'яних лав міг вміщувати до чотирьохсот осіб та призначався для виступів ораторів, поетів та музикантів, крім того, йому були надані функції булевтерію — місця проведення засідань міської ради. На залишку однієї з колон знайшли напис «зарезервовано для старійшин Зевса-Ареса», ймовірно, напис позначав сектор для розміщення представників відповідної триби.
Враховуючи цільове призначення будівлі, вона мала дах для захисту відвідувачів від опадів і спеки. Як і в інших подібних спорудах, виконане з деревини перекриття не збереглося (втім, серйозно постраждала й складена з каменів фронтальна частина споруди).
Варто зазначити, що на території сучасної Йорданії зберігся ще один античний одеон, споруджений у Філадельфії (наразі місто Амман). Крім того, одеон, перебудований у театр, можливо побачити в Герасі.